# Killer Instinct (serie televisiva)
Killer Instinct è una serie televisiva statunitense girata a Vancouver, trasmessa da settembre a dicembre del 2005.
Dei 13 episodi di cui è composta la prima ed unica stagione, i primi 9 sono stati trasmessi negli Stati Uniti da Fox, e i rimanenti 4 sono stati trasmessi dall'emittente britannica Five. La serie è stata trasmessa anche in Francia, Nuova Zelanda, Croazia, Italia, Paesi Bassi, Australia e Giappone.

## Trama
Johnny Messner è l'investigatore Jack Hale, del dipartimento di polizia di San Francisco Unità Crimini Devianti (DCU). La missione dell'unità è rintracciare i criminali della città. La definizione di crimini devianti non è specificata nella serie. Ogni nuova ondata di criminalità è investigata dal capo dell'unità, il tenente Matt Cavanaugh (Chi McBride), che decide se un crimine è abbastanza deviante per essere investigato dal DCU. La natura soggettiva di questo processo ha portato la collega di Hale, l'investigatrice Danielle Carter (Kristin Lehman), a cercare di definire un crimine deviante. Nonostante i suoi sforzi, Hale rimane convinto che la devianza è negli occhi dello spettatore.

## Episodi
| Stagione       | Episodi | Prima TV originale | Prima TV Italia |
| -------------- | ------- | ------------------ | --------------- |
| Prima stagione | 13      | 2005-2006          | 2007            |